# Marco Barrero
Pour les articles homonymes, voir Barrero.
Marco Antonio Barrero Jordán (né le 26 janvier 1962 à Santa Cruz de la Sierra en Bolivie) est un joueur de football international bolivien, qui évolue au poste de gardien de but.

## Biographie

### Carrière en sélection
Avec l'équipe de Bolivie, il dispute 32 matchs entre 1987 et 1999. Il figure notamment dans le groupe des sélectionnés lors des Copa América de 1987, de 1989 et de 1991.

## Palmarès
Club Bolívar
- Championnat de Bolivie (3) :
  - Champion : 1988, 1991 et 1992.